# Chaetonyx binaghii
Chaetonyx binaghii är en skalbaggsart som beskrevs av Mario Mariani 1946. Chaetonyx binaghii ingår i släktet Chaetonyx och familjen Orphnidae. Inga underarter finns listade i Catalogue of Life.